# 7292 Prosperin
7292 Prosperin (1992 EM7) là một tiểu hành tinh vành đai chính.